# Régie Autonome des Transports Parisiens

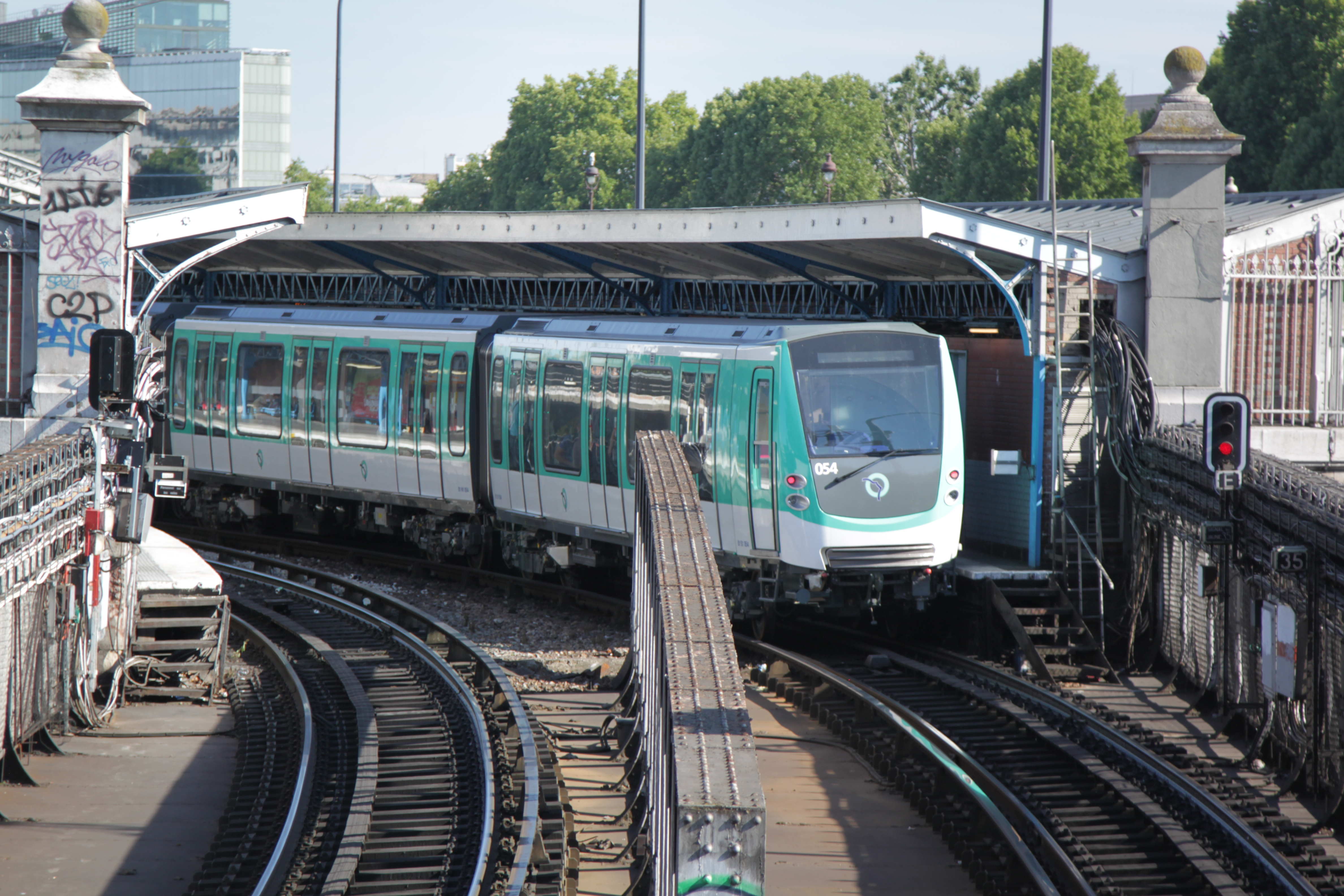
Een MF 2000 van de Metro van Parijs op station Quai de la Rapée

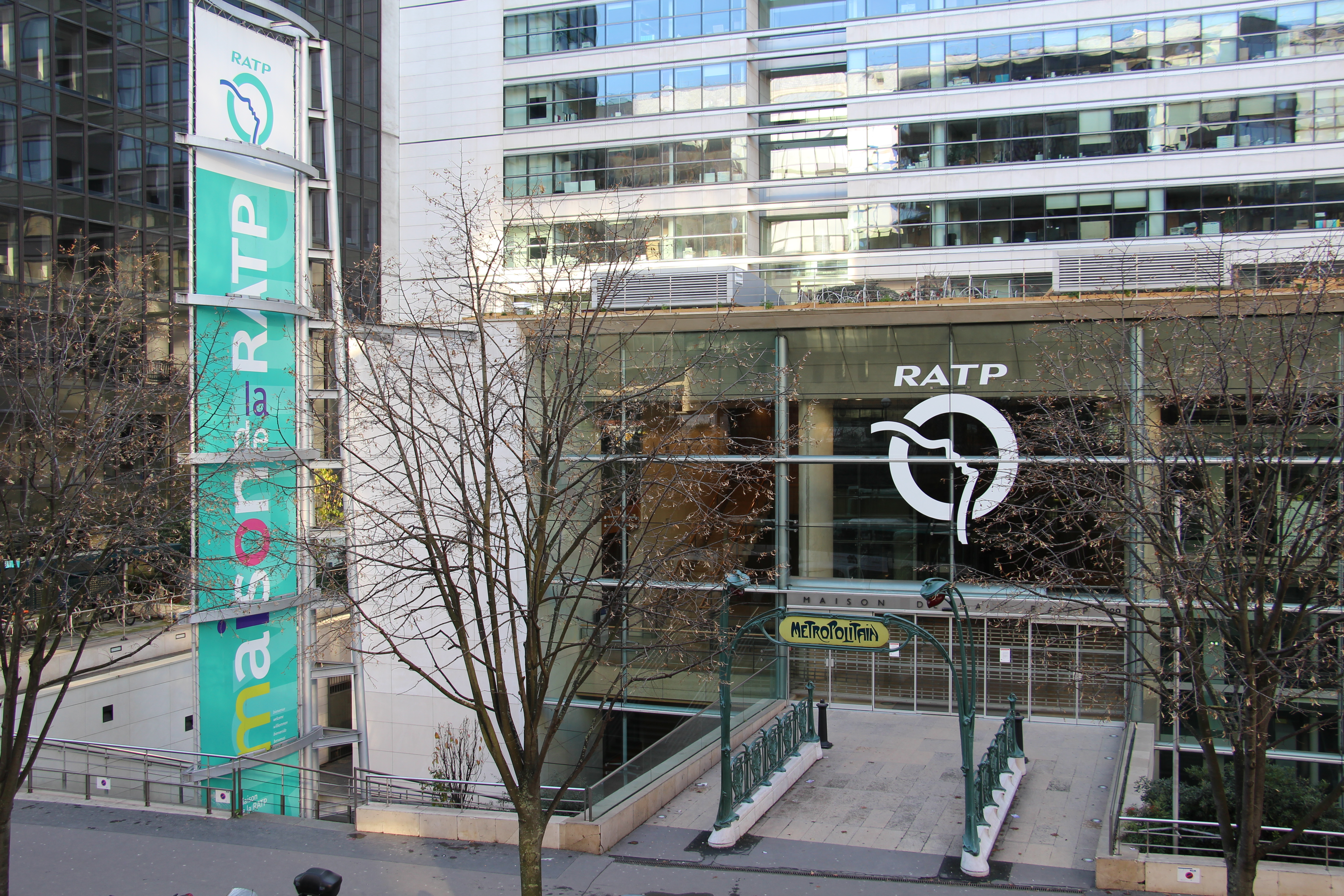
Het Maison de la RATP, het hoofdkantoor van de RATP in het 12e arrondissement van Parijs

De Régie Autonome des Transports Parisiens (RATP, ofwel: 'Autonoom Beheer van het Parijse Vervoer') is een openbaarvervoerbedrijf in eigendom van de Franse staat dat vooral gekend is omdat het een belangrijk deel van het openbaar vervoer in en de Franse hoofdstad Parijs uitbaat. Sinds 1998 heeft het met RATP International ook een dochteronderneming die activiteiten in het buitenland uitvoert, en sinds 2001 met RATP France een dochterondernemingen die de concurrentie aangaat om vervoersnetwerken verspreid over Frankrijk uit te baten.
De RATP beheert in Parijs naast de Metro van Parijs de overige openbaarvervoersvormen (deels): een aantal bus- en tramlijnen, de funiculaire de Montmartre, maar ook twee lijnen (samen met de SNCF: A en B) van het Réseau express régional (RER) in Parijs en haar nabije voorsteden.

## Geschiedenis
De RATP werd in 1949 gevormd om het geheel van de openbaarvervoersstromen in Parijs te beheren, zowel onder- als bovengronds. Hiervoor was deze taak in handen van commerciële bedrijven.
In 2002 ging de RATP een samenwerkingsverband aan met vervoersconcern Transdev. De RATP had vanaf dan gedurende een aantal jaren een belang van 25 % in Transdev en Transdev een belang van 25 % in RATP Développement.
Sinds 23 november 2022 is Jean Castex directeur van de RATP.

## Het vervoersnetwerk van de RATP
Het netwerk dat door de RATP wordt geëxploiteerd omvat:
- RATP-busnetwerk: 3403 km aan buslijnen, waarvan 569 km in Parijs zelf. Speciale buslijnen van dit netwerk zijn:
  - Trans-Val-de-Marne (TVM) Saint-Maur-Créteil RER ↔ La Croix de Berny RER, een bus op vrije busbaan (vergelijkbaar met de Nederlandse Zuidtangent), 19,7 km.
  - Buslijn 393 Thiais-Carrefour de la Résistance ↔ Sucy-Bonneuil RER: een bus op vrije busbaan, bedoeld als aanvulling van de Trans-Val-de-Marne.
- Tram: 5 lijnen (T4 is van de SNCF).
- Metro: 16 lijnen, waarvan twee volledig automatisch (lijn 1 en lijn 14), totale lengte 211 km (waarvan 168 km in Parijs zelf), met 297 stations.[bron?]
- RER: 2 regionale lijnen (delen van de A en B. De C, D en E worden door de Société Nationale des Chemins de fer Français (SNCF) beheerd).
- Funiculaire de Montmartre (100 m).
- Trans-Val-de-Marne (TVM), een bus op vrije busbaan (12 km).
- Orlyval, een shuttletrein in de omgeving van de Parijse luchthaven Orly.

Vervoersstromen in 2002:
- Totaal: 2666,3 miljoen passagiers, waarvan:
  - Metro: 1283,3 miljoen passagiers (48 %),
  - Bus: 915,9 miljoen passagiers (34 %),
  - RER A en RER B: 410,0 miljoen passagiers (15 %),
  - Tram: 52,2 miljoen passagiers (2 %)

## Trivia
- Vanwege de vele stakingen wordt de afkorting RATP ook weleens op humoristische wijze als Rentre Avec Tes Pieds ("Loop maar terug") uitgelegd.